# Râul Taița
Râul Taița este un curs de apă din zona litoralului Mării Negre. Se varsă în lacul Horia si apoi in Lacul Babadag. 